# 캐머런 (텍사스주)

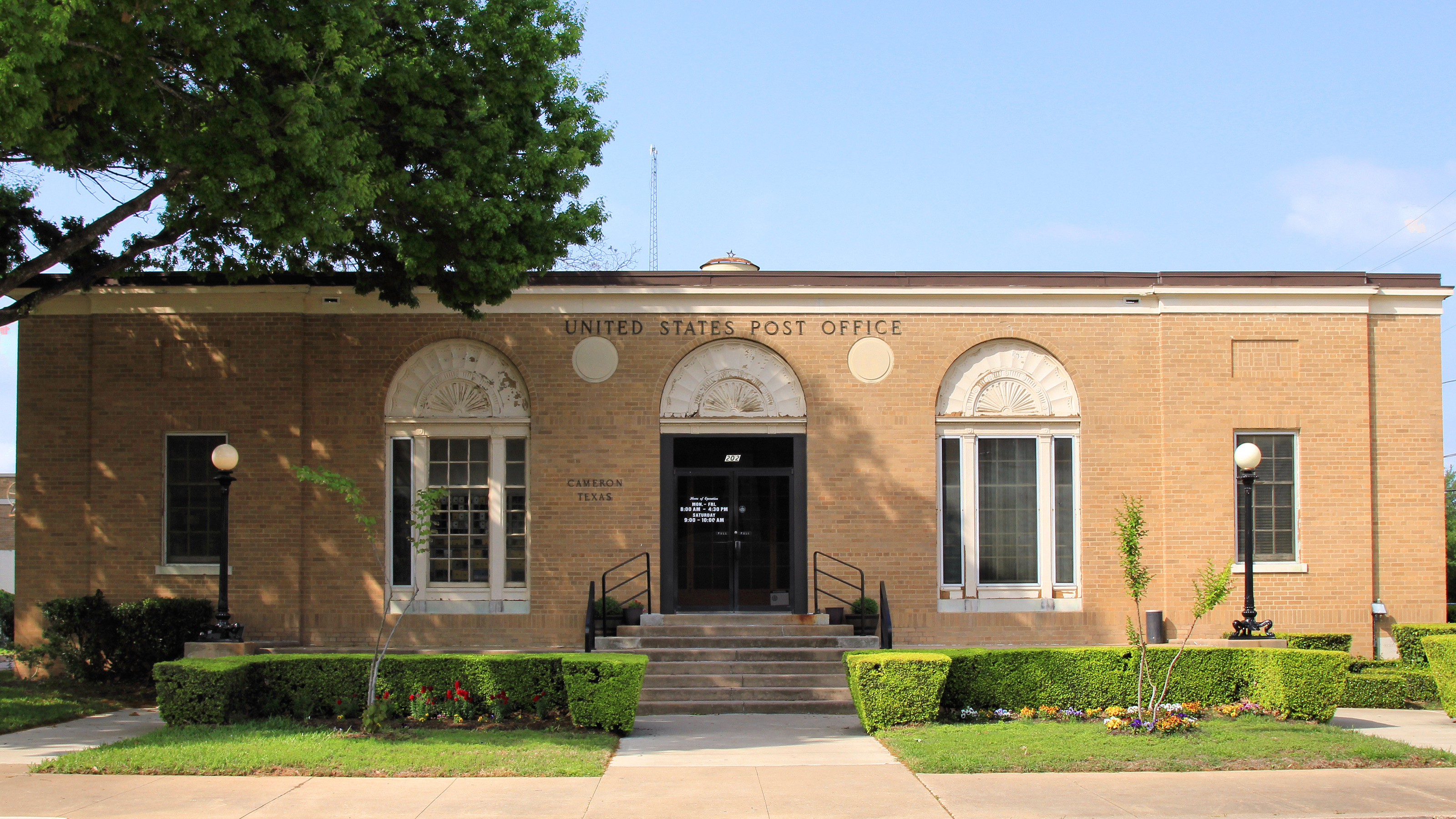

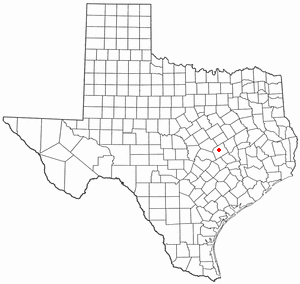

캐머런(Cameron)은 미국 텍사스주 밀람군의 도시이다. 2020년 인구조사 기준으로 인구 수는 5,306명이다. 밀람군의 군청 소재지이다. 미국 인구조사국에 따르면 이 도시의 총 면적은 11제곱 킬로미터이며 모두 육지이다.

## 인구
| 인구조사              | 인구  | Note | %±     |
| --------------------- | ----- | ---- | ------ |
| 1880년                | 441   |      | —      |
| 1890년                | 1,608 |      | 264.6% |
| 1900년                | 3,341 |      | 107.8% |
| 1910년                | 3,263 |      | −2.3%  |
| 1920년                | 4,298 |      | 31.7%  |
| 1930년                | 4,565 |      | 6.2%   |
| 1940년                | 5,040 |      | 10.4%  |
| 1950년                | 5,052 |      | 0.2%   |
| 1960년                | 5,640 |      | 11.6%  |
| 1970년                | 5,546 |      | −1.7%  |
| 1980년                | 5,721 |      | 3.2%   |
| 1990년                | 5,580 |      | −2.5%  |
| 2000년                | 5,634 |      | 1.0%   |
| 2010년                | 5,552 |      | −1.5%  |
| 2020년                | 5,306 |      | −4.4%  |
| U.S. Decennial Census |       |      |        |